# Sándor Szalay (Eiskunstläufer)
Sándor Szalay (* 6. Juni 1893 in Budapest; † 5. April 1965 ebenda) war ein ungarischer Eiskunstläufer, der im Paarlauf startete.
Er trat im Paarlauf zusammen mit Olga Orgonista an. Gemeinsam wurden sie in den Jahren 1928 bis 1930 die ersten ungarischen Meister im Paarlauf.
1930 in Wien und 1931 in St. Moritz wurden Szalay und Orgonista auch die ersten Europameister im Paarlauf. Sie verwiesen beide Male ihre Landsleute Emília Rotter und László Szollás auf den zweiten Platz.
Ihren ersten Auftritt bei Weltmeisterschaften hatten Szalay und Orgonista bereits 1929 im heimischen Budapest. Sie gewannen dort die Bronzemedaille hinter den beiden österreichischen Paaren Lilly Scholz und Otto Kaiser und Melitta Brunner und Ludwig Wrede. Bei ihrer nächsten Weltmeisterschaftsteilnahme wurden sie 1931 in Berlin Vizeweltmeister. Dabei unterlagen sie äußerst knapp ihren Landsleuten Rotter und Szollás, die sie bei der Europameisterschaft kurz zuvor noch bezwungen hatten. Ein Jahr später bestritten Szalay und Orgonista im kanadischen Montréal ihre letzte Weltmeisterschaft. Sie beendeten sie auf dem vierten Platz. Das gleiche Ergebnis erreichten sie im gleichen Jahr bei den Olympischen Spielen in Lake Placid.

## Ergebnisse

### Paarlauf
(mit Olga Orgonista)
| Wettbewerb / Jahr          | 1928 | 1929 | 1930 | 1931 | 1932 |
| -------------------------- | ---- | ---- | ---- | ---- | ---- |
| Olympische Winterspiele    |      |      |      |      | 4.   |
| Weltmeisterschaften        |      | 3.   |      | 2.   | 4.   |
| Europameisterschaften      |      |      | 1.   | 1.   |      |
| Ungarische Meisterschaften | 1.   | 1.   | 1.   |      |      |